# بومرنگ (کمیک)
بومرنگ (به انگلیسی: Boomerang) یک شخصیت تخیلی و ابرتبه‌کارانه در کتاب‌های کمیک از کمپانی مارول می‌باشد. این کاراکتر به دست استن لی و جک کربی خلق شده و در قصه‌های برای تحیر شماره ۸۱ام (ژوئیه ۱۹۶۶) معرفی شد.
وی همچنین عضو گروه‌های خلافکارانه‌ای چون شش فاسد، دوازده فاسد، اتحادیه فاسدان، امپراتوری مخفی، انجمن قاتلین، صاعقه‌ها و استادان شیطان است.
جدا از کتاب‌های کامیک، شرکت مارول از بومرنگ در دیگر کالاهای خود از جمله پوشاک، اسباب‌بازی، ورق بازی، انیمیشن‌های تلویزیونی و بازی‌های رایانه‌ای استفاده کرده‌است.